# Ipši
 Ipši  (olaszul:  Ipsi ) falu Horvátországban, Isztria megyében. Közigazgatásilag Oprtaljhoz tartozik.

## Fekvése
Az Isztria középnyugati részén, Pazintól 16 km-re északnyugatra, községközpontjától 2 km-re délkeletre, a Mirna völgyének északi szélén  fekszik.

## Története
A falunak 1880-ban 104, 1910-ben 116 lakosa volt. Az első világháború után a rapallói szerződés értelmében Isztria az Olasz Királysághoz került. 1943-ban az olasz kapitulációt követően német megszállás alá került, mely 1945-ig tartott. A második világháború után Jugoszlávia része lett. A település Jugoszlávia felbomlása után 1991-ben a független Horvátország része, majd 1993-ban Oprtalj község része lett. 2011-ben a falunak 17 lakosa volt. 

## Lakosság
| Lakosság változása | Lakosság változása | Lakosság változása | Lakosság változása | Lakosság változása | Lakosság változása | Lakosság változása | Lakosság változása | Lakosság változása | Lakosság változása | Lakosság változása | Lakosság változása | Lakosság változása | Lakosság változása | Lakosság változása | Lakosság változása |
| ------------------ | ------------------ | ------------------ | ------------------ | ------------------ | ------------------ | ------------------ | ------------------ | ------------------ | ------------------ | ------------------ | ------------------ | ------------------ | ------------------ | ------------------ | ------------------ |
| 1857               | 1869               | 1880               | 1890               | 1900               | 1910               | 1921               | 1931               | 1948               | 1953               | 1961               | 1971               | 1981               | 1991               | 2001               | 2011               |
| 0                  | 0                  | 104                | 114                | 113                | 116                | 0                  | 0                  | 126                | 113                | 68                 | 41                 | 20                 | 20                 | 20                 | 17                 |